# 黃演渥

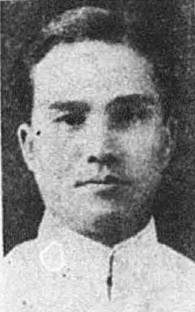
黃演渥

黃演渥（1902年6月10日—1971年3月19日），別號三松，台中石岡人，台灣法律學者，中華民國前司法院大法官。

## 生平
黃演渥畢業於台中一中及台南高等商業學校，後曾赴香港從商。因志在法學，即棄商入日本東北帝國大學法學部就讀，其後並通過「日本國家高等文官考試」。
1932年起黃演渥歷任台北、嘉義、台南地方法院判事；1944年升任高等法院判事。二次大戰後，國民政府接收台灣，歷任台灣高等法院推事（法官）兼庭長、最高法院推事等職。1958年被提名並任命為中華民國第二屆大法官，1967年連任，1971年3月19日因腦溢血病逝於大法官任內。